# Vicky e a Musa
Vicky e a Musa é uma série de televisão brasileira de comédia musical produzida pelo Globoplay e muito inspirada no filme norte-americano Xanadu. A primeira temporada foi lançada no streaming em 19 de julho de 2023 e a segunda leva de episódios em 24 de janeiro de 2024.
Criada por Rosane Svartman e escrita em parceria com Bia Corrêa do Lago, Juliana Lins, Rafael Souza-Ribeiro e Sabrina Rosa, tem direção de Ana Paula Guimarães e direção artística de Marcus Figueiredo. A série irá ganhar duas versões: a primeira exclusivamente no Globoplay e a segunda no canal de televisão por assinatura infantil Gloob; esta versão direcionada ao público infantil e com estreia em agosto de 2024.

## Enredo
A série fala sobre a história de uma jovem que deseja transformar seu bairro por meio da arte e para isso conta com a ajuda de Euterpe, musa da música grega. Vicky, uma estudante apaixonada por música e dança, que tenta encontrar seu lugar no mundo durante a adolescência. Sua melhor amiga Luara passa a ignorá-la, após a morte da mãe durante a pandemia, rompendo o círculo de amizade entre elas. Vicky se dedica aos estudos de História da Arte, despertando o interesse pela mitologia grega. Um desabafo de Vicky é ouvido por Euterpe, musa da música e filha de Zeus, que chega à Terra para inspirar Vicky e impactar todo o bairro de Canto Belo.

## Elenco
| Ator/Atriz                | Personagem                        | Temporadas | Temporadas |  |
| Ator/Atriz                | Personagem                        | 1ª (2023)  | 2ª (2024)  |  |
| ------------------------- | --------------------------------- | ---------- | ---------- |  |
| Cecília Chancez           | Victoria (Vicky)                  |            |            |  |
| Tabatha Almeida           | Luara (Lua)                       |            |            |  |
| Bel Lima                  | Euterpe                           |            |            |  |
| Túlio Starling            | Dionísio                          |            |            |  |
| João Guilherme            | Nicolas dos Santos Cardine (Nico) |            |            |  |
| Nicolas Prattes           | David dos Santos Cardine          |            |            |  |
| Malu Rodrigues            | Isadora (Isa)                     |            |            |  |
| Dan Ferreira              | Jefferson (Jê)                    |            |            |  |
| Jean Paulo Campos         | Michel                            |            |            |  |
| Cris Vianna               | Fafá                              |            |            |  |
| Letícia Isnard            | Gilda dos Santos Cardine          |            |            |  |
| Cynthia Senek             | Kelly Toledo                      |            |            |  |
| Pedro Caetano             | Silas                             |            |            |  |
| Leonardo Miggiorin        | Renato                            |            |            |  |
| Hilton Cobra              | Orlando Gutierrez                 |            |            |  |
| Jéssica Ellen             | Juli                              |            |            |  |
| Pedro Guilherme Rodrigues | William                           |            |            |  |
| Manu Estevão              | Helen                             |            |            |  |
| Rosa Marya Colin          | Zilda (Zildinha)                  |            |            |  |
| Stella Freitas            | Bete                              |            |            |  |
| Márcio Machado            | Alberto                           |            |            |  |
| Luiz Nicolau              | Mario Cardine                     |            |            |  |
| Lummy Kin                 | Regina                            |            |            |  |
| Diogo Luiz                | Kelvin                            |            |            |  |
| Henry Fiuka               | Rafael (Rafinha)                  |            |            |  |
| Milena Melo               | Alice                             |            |            |  |
| Gabriela Medeiros         | Daniela (Dani)                    |            |            |  |
| André Silberg             | Wlad                              |            |            |  |
| Biel Santtos              | Caju                              |            |            |  |

### Participações especiais
| Lista de participações especiais | Lista de participações especiais |
| 1ª Temporada (2023)              | 1ª Temporada (2023)              |
| Intérprete                       | Personagem                       |
| -------------------------------- | -------------------------------- |
| Bruna Spinola                    | Lidiane                          |
| Julianne Trevisol                | Iara                             |
| Juliana Schalch                  | Terpsícore                       |
| Dandara Albuquerque              | Bastet                           |
| José Daniel                      | Eros                             |
| Stefano Mion                     | Dionísio (jovem)                 |
| Gabriela Venera                  | Isadora (jovem)                  |
| Rodrigo Lourival                 | David (jovem)                    |
| Mart'nália                       | Ela mesma                        |
| Lívia de Lucas                   | Sarasvati                        |
| 2ª Temporada (2024)              |                                  |
| Intérprete                       | Personagem                       |
| Nany People                      | Sêmele/Mnemosine                 |
| Gisele Fróes                     | Mnemosine                        |
| Bruna Spinola                    | Lidiane                          |
| Juliana Schalch                  | Terpsícore                       |
| Dandara Albuquerque              | Bastet                           |
| Maria Ceiça                      | Clotilde Gutierrez               |
| Lucas Inácio                     | Orlando Gutierrez (jovem)        |
| MC Carol                         | Ela mesma                        |
| Vitor Kley                       | Ele mesmo                        |
| Patrícia Poeta                   | Ela mesma                        |
| Manoel Soares                    | Ele mesmo                        |

## Episódios
| Temporada | Temporada | Episódios | Exibição              | Exibição              |
| Temporada | Temporada | Episódios | Estreia de temporada  | Final de temporada    |
| --------- | --------- | --------- | --------------------- | --------------------- |
|           | 1         | 13        | 19 de julho de 2023   | 26 de julho de 2023   |
|           | 2         | 12        | 24 de janeiro de 2024 | 24 de janeiro de 2024 |

### 1.ª Temporada (2023)
| N.º na série | N.º na temp. | Título                        | Dirigido por                            | Escrito por                                                                            | Exibição original   |
| --- | ------------ | ----------------------------- | --------------------------------------- | -------------------------------------------------------------------------------------- | ------------------- |
| 1 | 1            | "O Sopro da Musa"             | Marcus Figueiredo e Ana Paula Guimarães | Rosane Svartman, Bia Corrêa do Lago, Juliana Lins, Rafael Souza Ribeiro e Sabrina Rosa | 19 de julho de 2023 |
| Vicky anda triste e desanimada. O bairro onde mora, Canto Belo, está cinza e sem graça. Seu desabafo atrai a deusa Euterpe à região, e nada será como antes.                         |              |                               |                                         |                                                                                        |                     |
| 2 | 2            | "Subo nesse palco "           | Marcus Figueiredo e Ana Paula Guimarães | Rosane Svartman, Bia Corrêa do Lago, Juliana Lins, Rafael Souza Ribeiro e Sabrina Rosa | 19 de julho de 2023 |
| Os deuses ficam no Teatro para buscar quem invocou a deusa da música. Vicky enfrenta o medo de cantar, mesmo sonhando com o palco. Isa e os amigos se reúnem como na adolescência.   |              |                               |                                         |                                                                                        |                     |
| 3 | 3            | "A turma"                     | Marcus Figueiredo e Ana Paula Guimarães | Rosane Svartman, Bia Corrêa do Lago, Juliana Lins, Rafael Souza Ribeiro e Sabrina Rosa | 19 de julho de 2023 |
| Gilda se apavora com o sumiço de Nico. Luara confessa invasão ao teatro. Davi promete reforma no espaço para compensar o erro do irmão. Isa se frustra com o resultado do mestrado.  |              |                               |                                         |                                                                                        |                     |
| 4 | 4            | "Agora só falta você "        | Marcus Figueiredo e Ana Paula Guimarães | Rosane Svartman, Bia Corrêa do Lago, Juliana Lins, Rafael Souza Ribeiro e Sabrina Rosa | 19 de julho de 2023 |
| Vicky lida com consequências de ter mentido. Isa e Davi engatam o namoro, isso frustra expectativas de Jê. O interesse da musa pelo músico mortal chama a atenção de Dionísio.       |              |                               |                                         |                                                                                        |                     |
| 5 | 5            | "É preciso saber viver "      | Marcus Figueiredo e Ana Paula Guimarães | Rosane Svartman, Bia Corrêa do Lago, Juliana Lins, Rafael Souza Ribeiro e Sabrina Rosa | 19 de julho de 2023 |
| Dionísio distrai a irmã do interesse pelo humano. Vicky quer ajudar Michel, mas acaba decepcionando. Euterpe tenta aproximar os alunos da arte. Davi recebe um presente intrigante.  |              |                               |                                         |                                                                                        |                     |
| 6 | 6            | "A voz que vem do coração "   | Marcus Figueiredo e Ana Paula Guimarães | Rosane Svartman, Bia Corrêa do Lago, Juliana Lins, Rafael Souza Ribeiro e Sabrina Rosa | 19 de julho de 2023 |
| Davi fica surpreso ao descobrir quem lhe deu o violão. Isa recebe uma ligação do seu orientador. Nicolas e Vicky se aproximam durante o teatro. Luara se vê isolada dos seus amigos. |              |                               |                                         |                                                                                        |                     |
| 7 | 7            | "Sereia"                      | Marcus Figueiredo e Ana Paula Guimarães | Rosane Svartman, Bia Corrêa do Lago, Juliana Lins, Rafael Souza Ribeiro e Sabrina Rosa | 19 de julho de 2023 |
| Os alunos entram de férias e vão comemorar na praia. Michel decide enfrentar seu medo e é apoiado pelos amigos. Davi confessa seu erro para Isa. Uma presença inesperada causa medo. |              |                               |                                         |                                                                                        |                     |
| 8 | 8            | "O importante é ser você "    | Marcus Figueiredo e Ana Paula Guimarães | Rosane Svartman, Bia Corrêa do Lago, Juliana Lins, Rafael Souza Ribeiro e Sabrina Rosa | 26 de julho de 2023 |
| A sereia insiste em Jê, e a musa a impende de novo. Davi está lidando com o término e com seus sentimentos por Euterpe. A Nossa Banda planeja um show junto aos amigos no bar.       |              |                               |                                         |                                                                                        |                     |
| 9 | 9            | "Pais e filhos"               | Marcus Figueiredo e Ana Paula Guimarães | Rosane Svartman, Bia Corrêa do Lago, Juliana Lins, Rafael Souza Ribeiro e Sabrina Rosa | 26 de julho de 2023 |
| Relutante, Gilda deixa os filhos verem o pai. Nico ainda conflita com seu lado artístico. Michel lida com suas emoções. Euterpe inspira Jê e Isa. Luara recebe visita surpresa.      |              |                               |                                         |                                                                                        |                     |
| 10 | 10           | "Evidências"                  | Marcus Figueiredo e Ana Paula Guimarães | Rosane Svartman, Bia Corrêa do Lago, Juliana Lins, Rafael Souza Ribeiro e Sabrina Rosa | 26 de julho de 2023 |
| A pintura de Nico impressiona a todos no teatro. Luara quer acabar com a diversão dos amigos. Davi fica arrasado com a confissão de Jê. Dionísio organiza uma festa sem autorização. |              |                               |                                         |                                                                                        |                     |
| 11 | 11           | "É só o amor"                 | Marcus Figueiredo e Ana Paula Guimarães | Rosane Svartman, Bia Corrêa do Lago, Juliana Lins, Rafael Souza Ribeiro e Sabrina Rosa | 26 de julho de 2023 |
| A festa incomoda os vizinhos e Euterpe intervém. Os alunos encontram o buraco no telhado do teatro. Alice leva a turma para cantar no coral da igreja. Jê e Isa estão mais próximos. |              |                               |                                         |                                                                                        |                     |
| 12 | 12           | " A gente não quer só comida" | Marcus Figueiredo e Ana Paula Guimarães | Rosane Svartman, Bia Corrêa do Lago, Juliana Lins, Rafael Souza Ribeiro e Sabrina Rosa | 26 de julho de 2023 |
| Arrasada, Vicky não consegue voltar ao teatro e uma figura misteriosa aparece no local. O sentimento entre Isa e Jê, Davi e Euterpe aumenta. Bete descobre o novo plano de Luara.    |              |                               |                                         |                                                                                        |                     |
| 13 | 13           | "Dona de mim "                | Marcus Figueiredo e Ana Paula Guimarães | Rosane Svartman, Bia Corrêa do Lago, Juliana Lins, Rafael Souza Ribeiro e Sabrina Rosa | 26 de julho de 2023 |
| Fim das férias, Vicky e Will preparam despedida para Helen e Michel. Bete e as netas têm um momento nostálgico. Nossa Banda faz um show no bairro. O dono do teatro aparece.         |              |                               |                                         |                                                                                        |                     |

### 2.ª Temporada (2024)
| N.º na série | N.º na temp. | Título                                    | Dirigido por                            | Escrito por                                                                            | Exibição original     |
| --- | ------------ | ----------------------------------------- | --------------------------------------- | -------------------------------------------------------------------------------------- | --------------------- |
| 14 | 1            | "Enquanto houver sol"                     | Marcus Figueiredo e Ana Paula Guimarães | Rosane Svartman, Bia Corrêa do Lago, Juliana Lins, Rafael Souza Ribeiro e Sabrina Rosa | 24 de janeiro de 2024 |
| A trupe do teatro sofre com a ordem de despejo. Um vídeo da Nossa Banda viraliza nas redes. Luara confessa envolvimento na volta de Orlando. Euterpe tenta convencer o proprietário. |              |                                           |                                         |                                                                                        |                       |
| 15 | 2            | "Se todos fossem iguais a você "          | Marcus Figueiredo e Ana Paula Guimarães | Rosane Svartman, Bia Corrêa do Lago, Juliana Lins, Rafael Souza Ribeiro e Sabrina Rosa | 24 de janeiro de 2024 |
| Orlando deixa os alunos usarem o teatro com uma condição. Inspirado por Euterpe, Davi decide gravar um clipe da banda. Luara acha informação sobre a mãe. Jê e Kelly se reaproximam. |              |                                           |                                         |                                                                                        |                       |
| 16 | 3            | "Fórmula do amor "                        | Marcus Figueiredo e Ana Paula Guimarães | Rosane Svartman, Bia Corrêa do Lago, Juliana Lins, Rafael Souza Ribeiro e Sabrina Rosa | 24 de janeiro de 2024 |
| Orlando começa a seleção e preparação do elenco da peça. Luara vai à exposição com Vicky. Euterpe aprende mais sobre namoro. Nico quer saber se seus sentimentos são correspondidos. |              |                                           |                                         |                                                                                        |                       |
| 17 | 4            | "Agora só falta você "                    | Marcus Figueiredo e Ana Paula Guimarães | Rosane Svartman, Bia Corrêa do Lago, Juliana Lins, Rafael Souza Ribeiro e Sabrina Rosa | 24 de janeiro de 2024 |
| Vicky tenta não magoar a amiga. Bete é confrontada pelas netas e recebe uma visita surpresa. Isa fica dividida entre Canto Belo e São Carlos. Michel faz teste para peça.            |              |                                           |                                         |                                                                                        |                       |
| 18 | 5            | "Se essa vida fosse um filme "            | Marcus Figueiredo e Ana Paula Guimarães | Rosane Svartman, Bia Corrêa do Lago, Juliana Lins, Rafael Souza Ribeiro e Sabrina Rosa | 24 de janeiro de 2024 |
| Renato relembra o romance com Lidiane. Vicky tenta esconder seus sentimentos de todos. O namoro de Gilda e Alberto constrange Nicolas. Se sentindo deslocada, Isa planeja mudança.   |              |                                           |                                         |                                                                                        |                       |
| 19 | 6            | "O espelho"                               | Marcus Figueiredo e Ana Paula Guimarães | Rosane Svartman, Bia Corrêa do Lago, Juliana Lins, Rafael Souza Ribeiro e Sabrina Rosa | 24 de janeiro de 2024 |
| As irmãs decidem fazer um teste de paternidade. O clima entre os membros da banda não é bom. Nico insiste, mas é desencorajado. Vicky lida com um turbilhão, além da avó doente.     |              |                                           |                                         |                                                                                        |                       |
| 20 | 7            | "Andar com fé "                           | Marcus Figueiredo e Ana Paula Guimarães | Rosane Svartman, Bia Corrêa do Lago, Juliana Lins, Rafael Souza Ribeiro e Sabrina Rosa | 24 de janeiro de 2024 |
| Vicky administra a casa enquanto sonha com volta ao teatro. Isa se despede de São Carlos. Jê e Kelly se estranham. Gilda organiza festa surpresa para seu caçula. Nico se frustra.   |              |                                           |                                         |                                                                                        |                       |
| 21 | 8            | "A sorrir eu pretendo levar a vida "      | Marcus Figueiredo e Ana Paula Guimarães | Rosane Svartman, Bia Corrêa do Lago, Juliana Lins, Rafael Souza Ribeiro e Sabrina Rosa | 24 de janeiro de 2024 |
| Todos animados na festa, menos Gilda. Alberto propõe trégua. Dionísio revela seu segredo por acidente. Euterpe é convidada para um jantar. Nico e Vicky ficam presos no teatro.      |              |                                           |                                         |                                                                                        |                       |
| 22 | 9            | "Chega de saudade"                        | Marcus Figueiredo e Ana Paula Guimarães | Rosane Svartman, Bia Corrêa do Lago, Juliana Lins, Rafael Souza Ribeiro e Sabrina Rosa | 24 de janeiro de 2024 |
| Os sentimentos de Nico e Vicky falam mais alto. Dionísio e Terpsícore encenam para ajudar a irmã. Isa não consegue parar de pensar em Jê. Orlando retorna para os ensaios finais.    |              |                                           |                                         |                                                                                        |                       |
| 23 | 10           | "Eu preciso dizer que te amo "            | Marcus Figueiredo e Ana Paula Guimarães | Rosane Svartman, Bia Corrêa do Lago, Juliana Lins, Rafael Souza Ribeiro e Sabrina Rosa | 24 de janeiro de 2024 |
| Luara se frustra com o resultado do exame. As crianças ajudam Dionísio. A música de Davi toca no rádio. A musa aprende a demonstrar seu amor. Nico e Vicky são pegos.                |              |                                           |                                         |                                                                                        |                       |
| 24 | 11           | "Hoje eu só quero que o dia termine bem " | Marcus Figueiredo e Ana Paula Guimarães | Rosane Svartman, Bia Corrêa do Lago, Juliana Lins, Rafael Souza Ribeiro e Sabrina Rosa | 24 de janeiro de 2024 |
| Luara está magoada pela traição. Davi descobre que foi enganado. Jê não consegue esconder que está mexido. Nico e Vicky estão ainda mais próximos. Uma nova visita chega ao teatro.  |              |                                           |                                         |                                                                                        |                       |
| 25 | 12           | "Deixa que eu seja eu "                   | Marcus Figueiredo e Ana Paula Guimarães | Rosane Svartman, Bia Corrêa do Lago, Juliana Lins, Rafael Souza Ribeiro e Sabrina Rosa | 24 de janeiro de 2024 |
| Clotilde despeja a trupe, mas eles decidem manter a estreia. A música de Davi volta a tocar na rádio. A divulgação da peça começa. Alguém mais surge de surpresa na porta do teatro. |              |                                           |                                         |                                                                                        |                       |
| 13 | 13           | "E agora, o espetáculo! "                 | Marcus Figueiredo e Ana Paula Guimarães | Rosane Svartman, Bia Corrêa do Lago, Juliana Lins, Rafael Souza Ribeiro e Sabrina Rosa | 24 de janeiro de 2024 |
| Ulisses quer enxotar a trupe enquanto eles tentam realizar a peça. Dionísio tem ajuda para isolar o teatro. Os vizinhos apoiam os jovens. Os deuses têm que se despedir do bairro.   |              |                                           |                                         |                                                                                        |                       |

## Produção
Em setembro de 2021, a sinopse desenvolvida por Rosane Svartman foi aprovada pela Globo, inicialmente com o título provisório de Musa Música foi escrita paralelamente com Vai na Fé novela para a faixa das 19h. A série musical é a primeira a ter duas versões destinadas a públicos diferentes, uma versão para o Globoplay voltado ao público adulto e outro corte para o Gloob designado ao infantil. A pré-produção começou no primeiro trimestre de 2022, e as gravações sob comando de Marcus Figueiredo, começaram em abril, no Rio de Janeiro.
Dan Ferreira, Cris Vianna e Márcio Machadinho foram  os primeiros integrantes do elenco adulto confirmados na produção. Stella Freitas também foi escalada para interpretar uma avó que toma conta das duas netas órfãs. Em maio Bel Lima e Cecília Chancez foram escaladas para interpretarem a musa Euterpe e a sonhadora Vicky respectivamente, como protagonistas da trama. Maria Ceiça e Leonardo Miggiorin integrarem o elenco, ela em uma participação especial e ele um fotógrafo reconhecido internacionalmente. Mart'nália também foi confirmada em uma participação como ela mesma.

## Exibição

### Divulgação
Para promover o lançamento da série, a TV Globo exibiu os três primeiros episódios, no dia 19 de julho de 2023 na Sessão da Tarde. Em 15 de julho, o Globoplay exibiu o primeiro episódio em uma sessão exclusiva para atores e a imprensa, no dia 29 de maio de 2023, no Kinoplex Leblon Globoplay.
Na plataforma de streaming, a série foi dividida em dois blocos semanais e a cada semana foi lançado uma parte com 7 episódios em cada, com o último sendo disponibilizados em 26 de julho de 2023.
Em 10 de janeiro de 2024, o Globoplay anunciou que a data de estreia da segunda temporada seria em 24 de janeiro. Diferente da primeira temporada, a temporada foi coloca na integra na plataforma. 

## Música
Original
- "É você e mais ninguém",
- "Meu lugar", Malu Rodrigues e Nicolas Prattes
- "Fumaça", Túlio Starling
- "Nada sei", Túlio Starling e Dandara Ferreira
- "Um segundo", Nicolas Prattes
- "A doce luz do luar", Bel Lima
- "Segredos de bailarina", Manu Estevão
- "Brigadeiro divertido", Manu Estevão, Pedro Guilherme e Rosa Marya Colin
- "Fantoche", Manu Estevão, Pedro Guilherme e Stefano Mion

Covers
- "Palco", Bel Lima e Túlio Starling (Tema de abertura)[21]
- "O Sol", Cecília Chancez
- "Agora Só Falta Você", Cecília Chancez e Bel Lima
- "Pôr do Sol na Praia", Henry Fiuka e Diogo Luiz + Coro
- "Malandragem (canção)", Cecília Chancez e Gabriela Medeiros
- "É Preciso Saber Viver", Cecília Chancez
- "Só os Loucos Sabem", Malu Rodrigues e Nicolas Prattes
- "Não quero dinheiro", Coro
- "Vagalumes", Pedro Guilherme e Pedro Caetano
- Evidências, Dan Ferreira,  Malu Rodrigues e Letícia Isnard
- Do Lado de Cá, Coro
- Monte Castelo, Milena Melo + Coro
- Comida, João Guilherme + Coro
- Será, Dan Ferreira e Malu Rodrigues